# Vale do Anhangabaú

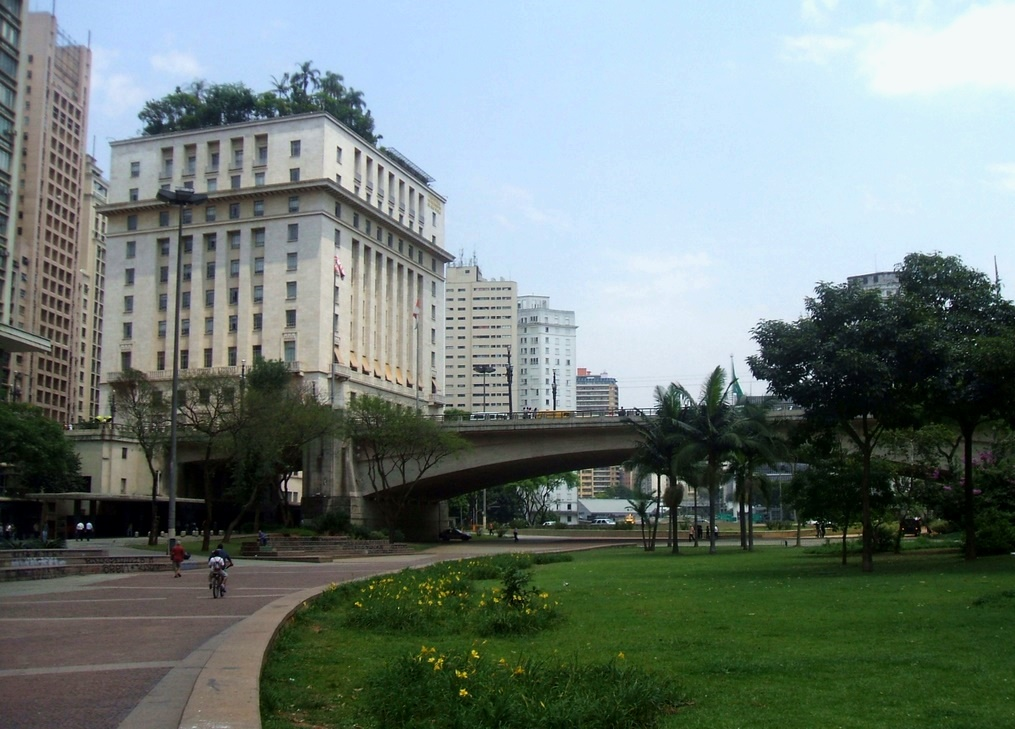
Vista hacia el sur:"Edificio Matarazzo" (São Paulo) a la izquierda y el Viaduto do Chá en el Vale do Anhangabaú.

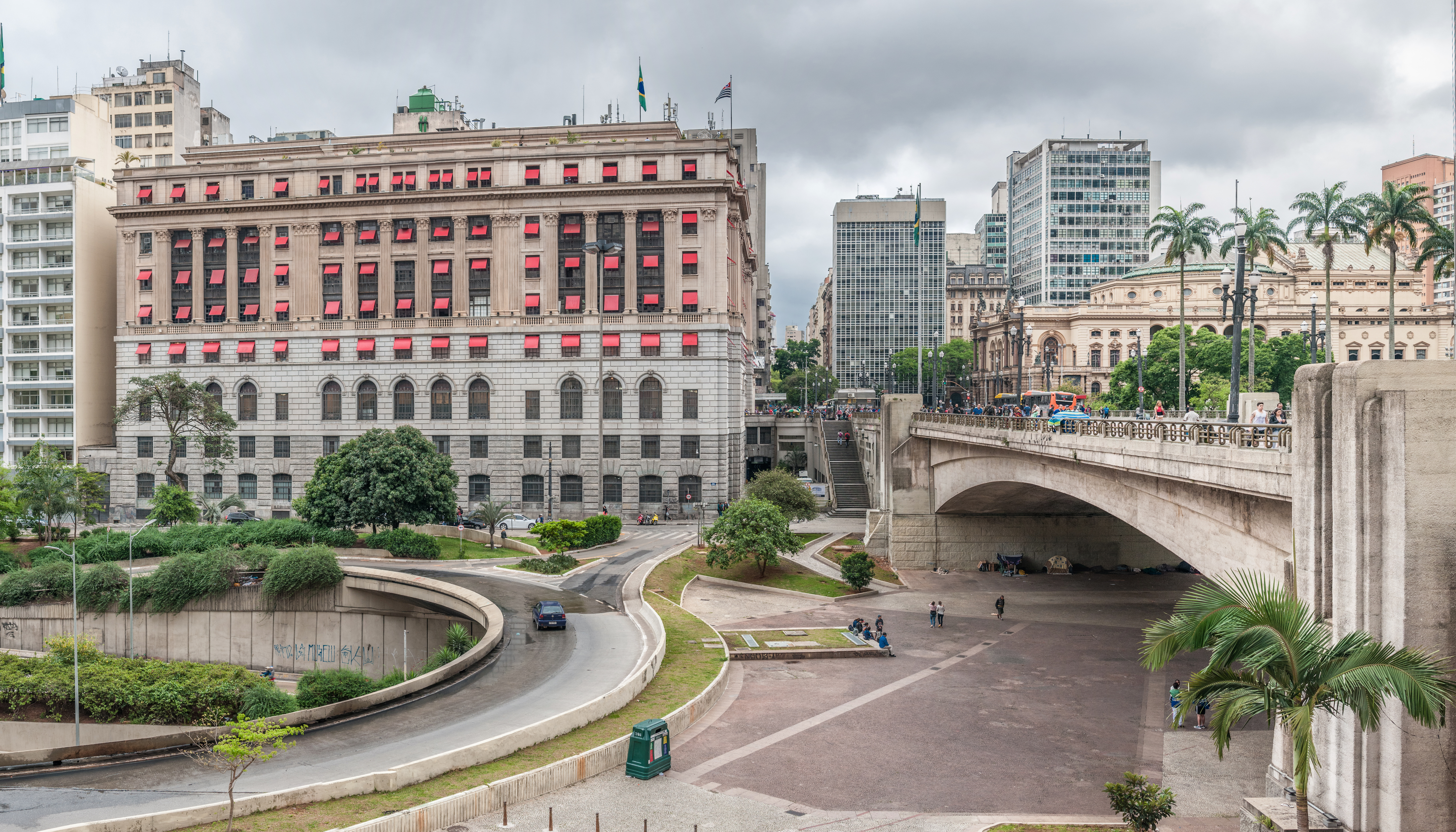
Viaduto do Chá y el edificio histórico que hoy es un Centro comercial.

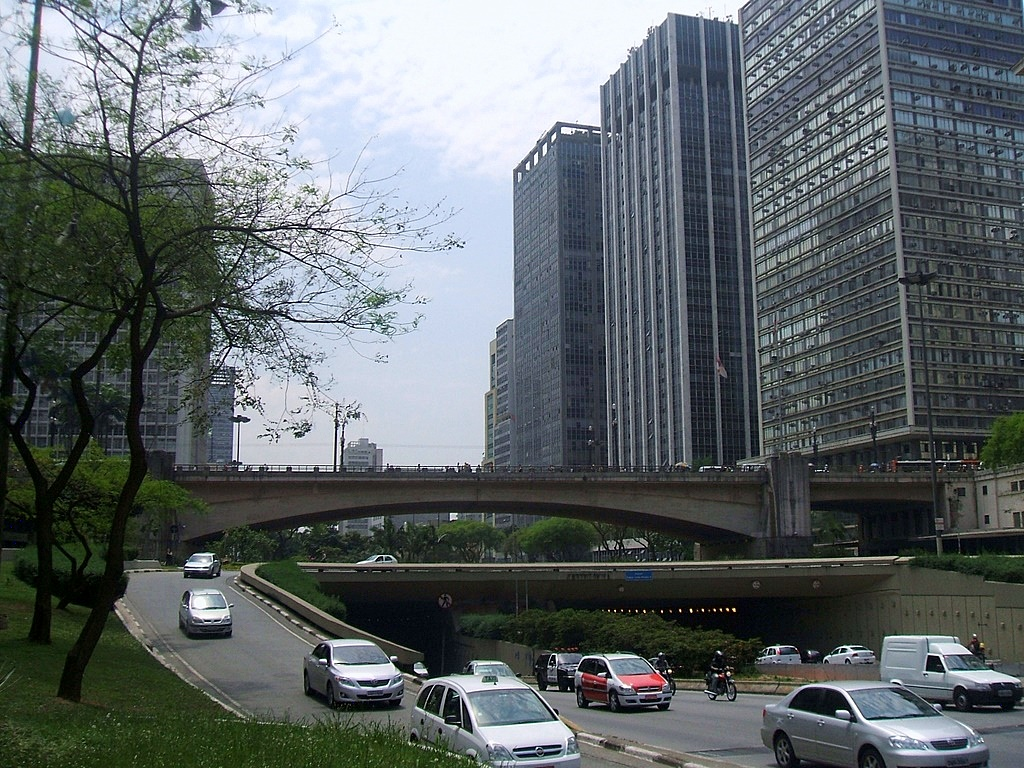
El túnel que pasa bajo el Vale do Anhangabáu.

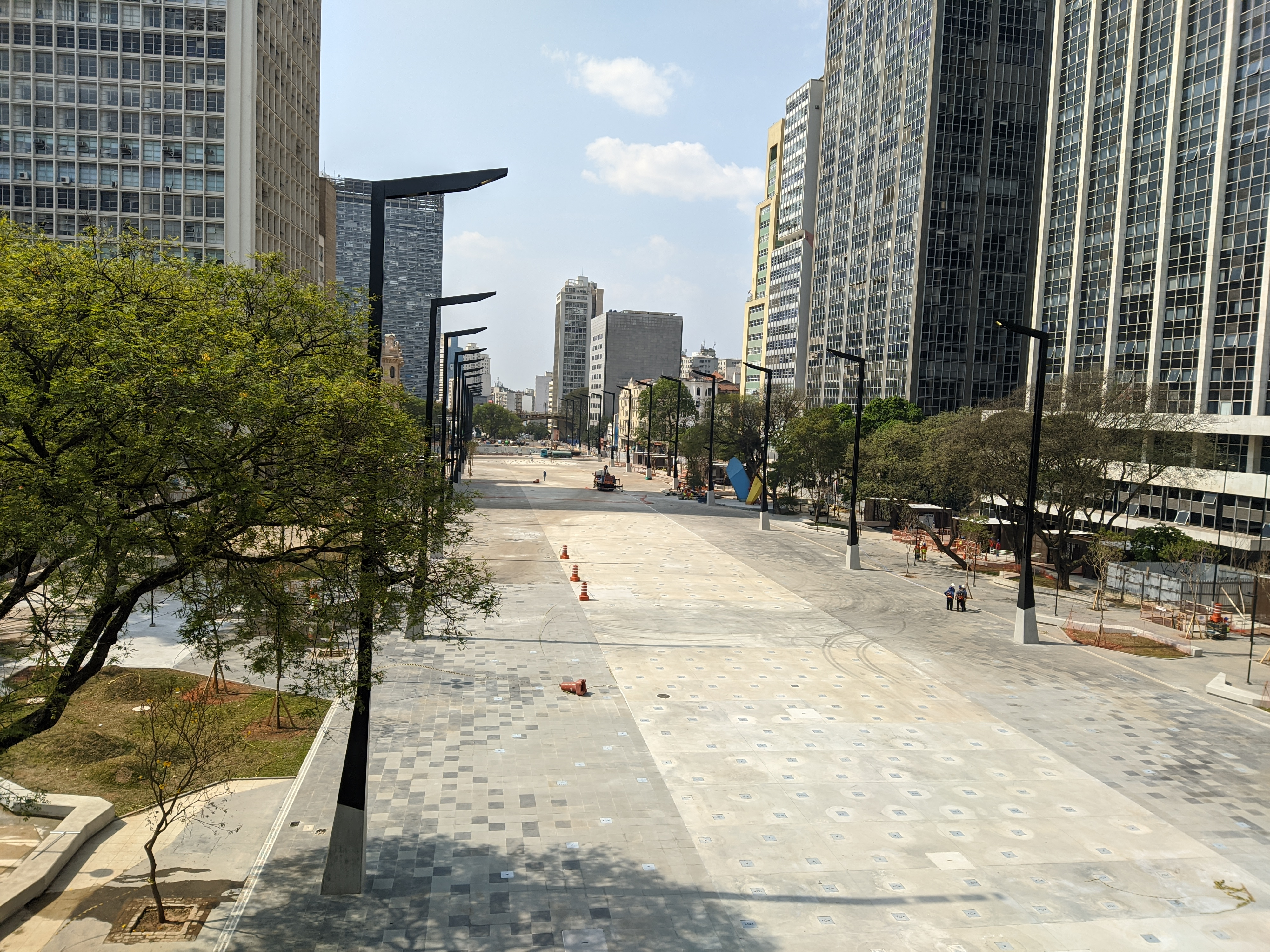
Vista hacia el norte:Edificio Mirante do Vale en el fondo.

El Vale do Anhangabaú (en español: Valle de Añangabaú), es un espacio público, (un gran parque) , ubicado en el centro histórico de São Paulo , Brasil y
es un lugar donde se llevan a cabo muchas manifestaciones populares, principalmente: 
- Representaciones teatrales
- Manifestaciones políticas
- Espectáculos
- Grabaciones de películas y telenovelas

Siendo hoy, uno de los lugares más famosos de la ciudad además de ser un lugar de interés turístico.

## Historia

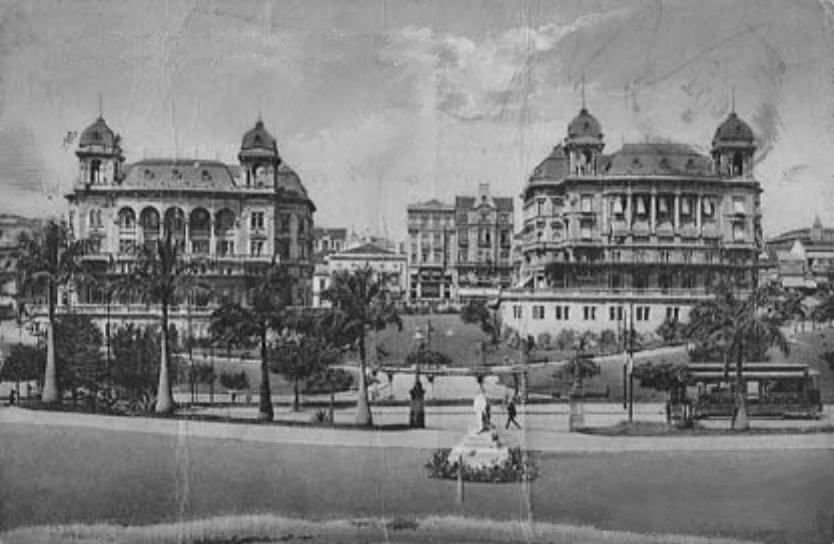
Palacios a principios del.

Aunque la población considere a los actuales distritos Sé y República como el centro viejo (en portugués: Centro Velho), el lugar donde se dio la fundación y el inicio de la ciudad, abarca solamente lo que hoy es el disitrito Sé, se trata de un pequeño cerro donde los jesuitas construyeron un colegio para catequizar a los indígenas, ubicado entre los Ríos Tamanduateí y Anhamgabaú, eso fue la ciudad por más de tres siglos hasta que llegase el desarrollo cafetero en el siglo XIX. En ese momento la ciudad sufrió cambios económicos sociales y urbanos drásticos, con el surgimiento de nuevos barrios planeados para las residencias, el que hasta entonces fue la totalidad de la ciudad toma el lugar del centro de la ciudad, con grandes inversiones que tenían la finalidad de modernizar y desarrollar el nuevo centro.

## Fines delSigloXX
El lugar ha pasado por muchos cambios a lo largo de su existencia, y ha sido por mucho tiempo una avenida grande y amplia, hasta que sufrió su último gran cambio a fines de la década de 1980 y principios de los años 1990, cuando se convirtió en un gran plaza con jardines, fuentes y esculturas para el uso exclusivo de los peatones, en sú último cambio, la vía que hace la conexión entre el norte y el sur de la ciudad y que se encontraba en la superficie, está ahora en un túnel subterráneo.

## Actualmente
El paisaje en esta localidad se caracteriza hoy por los rascacielos que están a su alrededor, los cuales son:
- Edificio Mirante do Vale (el rascacielos más alto de Brasil).
- Edificio Mercantil Finasa
- Edificio Grande São paulo
- Edificio CBI
- Edifício Conde de Prates

Se encuentran también en el Valle de Anhangabáu construcciones históricas, las principales son:
- El Palacio dos Correios .
- El Viaduto do Chá .
- El Viaduto Santa Efigênia .
- El Edificio Matarazzo (Prefectura de São Paulo).
- El Theatro Municipal de São Paulo .

## Medios de transporte
El "Vale do Anhangabaú" tiene dos estaciones de metro y de autobuses, las cuales son:
- En la parte norte: la estación de metro São Bento y la estación de autobús Praça do Correio
- En la parte sur: la estación de metro Anhangabaú y la estación de autobús Terminal Bandeira